# Molí de Can Perarnau
El molí de Can Perarnau és un edifici d'Anglès inclòs a l'Inventari del Patrimoni Arquitectònic de Catalunya.

## Descripció
Edifici aïllat de dues plantes i coberta de dues aigües a laterals. El conjunt està format per la casa i pel molí, situat a la part posterior, amb la bassa i el rec que pren l'aigua de la riera una mica més amunt.
La planta baixa té, a la façana, tres obertures emmarcades de pedra i rajol, amb llinda d'arc rebaixat de nova factura. El primer pis té dues finestres, una de les quals és de pedra. A la part posterior hi ha restes enrunades de les antigues dependències del molí i, davant de la casa, descontextualitzat, hi ha una llinda monolítica amb una inscripció de difícil lectura on apareix el nom "Miquel", que podria correspondre a la porta esquerra de la planta baixa.

## Història
El molí de Can Perarnau aprofitava les aigües de la riera d'Osor que, a través d'un canal, s'acumulaven a la bassa situada a la part posterior de la casa. Aquesta bassa encara es conserva en el seu perímetre, sobreeixidors i comunicació amb l'edifici del molí. Es tracta d'un conjunt arquitectònic en el qual l'activitat i l'habitatge es produïen alhora.
El molí està lligat històricament al mas proper de Can Perarnau, i fins i tot en l'actualitat pertanyen a la mateixa família dels antics masovers del mas. El molí està datat del segle xii. Les referències al mas, amb el nom de "Parnaus", consta en el fogatge de 1497 i, amb el nom de "Pere Arnau", al de 1553.
Recentment s'ha efectuat una reforma de la teulada, alçant-la i refent una doble cornisa catalana. Actualment les obres encara no han acabat.